# Liste der Kreisstraßen im Landkreis Schmalkalden-Meiningen

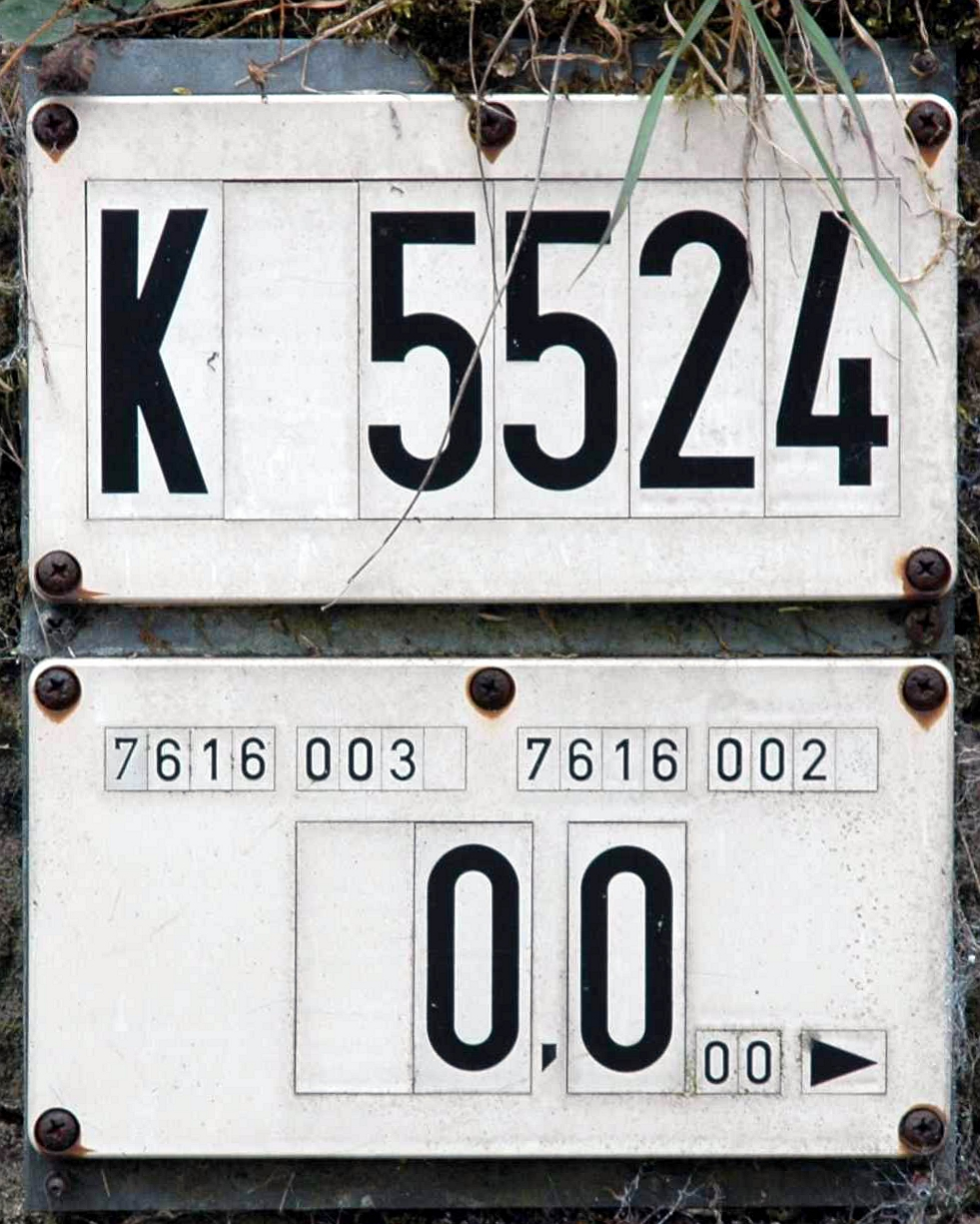
Stationszeichen

Die Liste der Kreisstraßen im Landkreis Schmalkalden-Meiningen und in der Stadt Suhl ist eine Liste der Kreisstraßen im thüringischen Landkreis Schmalkalden-Meiningen und in der thüringischen kreisfreien Stadt Suhl.

## Abkürzungen
- K: Kreisstraße
- L: Landesstraße

## Liste
Straßen und Straßenabschnitte, die unabhängig vom Grund (Herabstufung zu einer Gemeindestraße oder Höherstufung) keine Kreisstraßen mehr sind, werden kursiv dargestellt. Der Straßenverlauf wird in der Regel von Nord nach Süd und von West nach Ost angegeben.
| Nr.   | Verlauf                                                                                           |
| ----- | ------------------------------------------------------------------------------------------------- |
| K 1a  | K 580 in Benshausen – Kreisgrenze – (K 501 in Suhl)                                               |
| K 57a | L 1131 in Exdorf – Obendorf                                                                       |
| K 60a | L 1131 in Jüchsen – L 2668 in Queienfeld                                                          |
| K 62a | K 2526 in Henneberg – Einödhausen – Oberharles – Unterharles – L 2627 in Schwickershausen         |
| K 66a | Utendorf –                                                                                        |
| K 73a | (Bayern) – Landesgrenze – K 2521 in Helmershausen                                                 |
| K 75a | L 1124 – Aschenhausen                                                                             |
| K 80a | (K 36 im Landkreis Fulda, Hessen) – Landesgrenze – Oberweid – L 1124                              |
| K 81a | in Kaltennordheim – K 82 – L 2619 in Oberkatz                                                     |
| K 82a | K 83 – Kaltenlengsfeld – K 81                                                                     |
| K 83a | K 82 – L 2618                                                                                     |
| K 84a | L 2618 in Eckardts – Zillbach – Windenhof – Schwallungen (– Abzweig zur ) – K 2523                |
| K 86a | K 87 in Breitungen/Werra – Bußhof – L 1026 in Wernshausen                                         |
| K 87a | (K 87 im Wartburgkreis) – Kreisgrenze – Neuhof – Wittgenthal – Craimar – K 86 in Breitungen/Werra |
| K 91a | (K 91 im Wartburgkreis) – Kreisgrenze – Klings                                                    |
| K 91a | – Fischbach/Rhön                                                                                  |
| K 92a | (K 516 im Landkreis Hildburghausen) – Kreisgrenze – in Vachdorf                                   |
| K 99a | – Bonndorf                                                                                        |

| Nr.   | Verlauf |
| ----- | --- |
| K 506 | Andenhausen – Kreisgrenze – (K 506 im Wartburgkreis)                                                                                              |
| K 516 | (K 516 im Landkreis Hildburghausen) – Kreisgrenze – ohne Abzweig einer klassifizierten Straße – Kreisgrenze – (K 516 im Landkreis Hildburghausen) |
| K 580 | L 1131 in Schwarza – Ebertshausen – Benshausen – /L 1118                                                                                          |
| K 581 | – Kühndorf – L 1131 |

| Nr.    | Verlauf |
| ------ | --- |
| K 2506 | Laudenbach – L 1024 |
| K 2511 | L 1117 in Rotterode – Altersbach – L 1128 in Steinbach-Hallenberg                                                                                 |
| K 2512 | L 1118 in Herges-Hallenberg – Bermbach – L 1118                                                                                                   |
| K 2513 | L 1118 – Breitenbach – Christes – L 1131 in Schwarza                                                                                              |
| K 2514 | L 1118 in Näherstille – Grumbach |
| K 2516 | L 1026 in Haindorf – Mittelschmalkalden – Möckers                                                                                                 |
| K 2517 | /L 1024 – Fambach – Heßles |
| K 2520 | L 2619 – Solz – Rippershausen – L 1124 in Melkers                                                                                                 |
| K 2521 | in Reichenhausen – Erbenhausen – Schafhausen – Gerthausen – Wohlmuthausen – Helmershausen – K 2572 – K 73 – Bettenhausen – K 2588 – L 2621/L 2622 |
| K 2522 | L 2622/L 2625 in Stedtlingen – Landesgrenze – (NES 32 im Landkreis Rhön-Grabfeld, Bayern)                                                         |
| K 2523 | L 2618 – Schwarzbach – K 84 – L 2619 in Wasungen                                                                                                  |
| K 2524 | in Walldorf – Wallbach – Metzels |
| K 2526 | L 3019 – Henneberg – K 62 – Bauerbach – L 2627 in Ritschenhausen                                                                                  |
| K 2529 | (NES 37 im Landkreis Rhön-Grabfeld, Bayern) – Landesgrenze – Behrungen – K 2567 – L 3029                                                          |
| K 2567 | L 2627 in Nordheim – Berkach – K 2529 in Behrungen                                                                                                |
| K 2572 | K 2521 in Helmershausen – Geba – Träbes – L 1124 in Stepfershausen                                                                                |
| K 2588 | K 2521 in Bettenhausen – Seeba – L 1124 in Herpf                                                                                                  |
| K 2589 | L 2621 – Gleimershausen – Haselbach – L 2625 in Thurmgut                                                                                          |
| K 2591 | L 1128 – L 3247 in Zella-Mehlis |

### Stadt Suhl
| Nr.   | Verlauf |
| ----- | --- |
| K 8   | K 45 – Schmiedefelder Straße                                                                                                |
| K 45  | L 1140 – Gartenstraße – Vesser Straße – K 8                                                                                 |
| K 58  | L 1141 – Nordstraße – Stadtgrenze – (K 58 im Ilm-Kreis)                                                                     |
| K 501 | (K 1 im Landkreis Schmalkalden-Meiningen) – Stadtgrenze – Aschenhofer Weg – Rüssestraße – Mühlbergstraße – L 1140           |
| K 502 | L 3247 – Fröhliche-Mann-Straße – Zellaer Straße – Suhler Straße – Lauter – Schwarzwasserweg – Große Beerbergstraße – L 1140 |
| K 516 | L 1140 – Sandgasse – Stadtgrenze – (K 516 im Landkreis Hildburghausen)                                                      |